# Егертон Маркус
Егертон Маркус (англ. Egerton Marcus, 2 лютого 1965) — канадський професійний боксер, призер Олімпійських ігор.

## Аматорська кар'єра
На Кубку світу 1985 переміг двох суперників, а у фіналі програв Нурмагомеду Шанавазову (СРСР).
На чемпіонаті світу 1986 програв в першому бою Хуліо Кінтана Мартінесу (Куба).
На Олімпійських іграх 1988 завоював срібну медаль.
- В 1/16 фіналу переміг Еммануеля Легаспі (Філіппіни) — KO 1
- В 1/8 фіналу переміг Дарко Дукіча (Югославія) — KO 2
- У чвертьфіналі переміг Свена Оттке (ФРН) — 5-0
- У півфіналі переміг Хусейна Шах (Пакистан) — 4-1
- У фіналі програв Генрі Маске (НДР) — 0-5

## Професіональна кар'єра
Після Олімпіади розпочав професійну кар'єру. Здобувши чотирнадцять перемог поспіль включно з перемогою над олімпійським чемпіоном Ендрю Мейнардом (США), 11 лютого 1995 року вийшов на бій проти чемпіона IBF в напівважкій вазі свого суперника у фіналі Олімпіади Генрі Маске і знов зазнав від нього поразки.